# Argentona
Argentona – gmina w Hiszpanii, w prowincji Barcelona, w Katalonii, o powierzchni 25,26 km². W 2011 roku gmina liczyła 11 914 mieszkańców.